# ネザーランドの神話
『ネザーランドの神話』（原題：Vandenberg）は、オランダのハードロック・バンド、ヴァンデンバーグが1982年に発表した初のスタジオ・アルバム。アメリカの大手レコード会社、アトランティック・レコード傘下のレーベルであるアトコ・レコードを通じて世界発売された。

## 背景
シン・リジィのオーディションに落選したエイドリアン・ヴァンデンバーグは、オランダに帰国した後、新メンバーを迎えてティーザー（ヴァンデンバーグが過去に組んでいたバンド）の再結成を図るが、最終的に「ヴァンデンバーグ」と改名した。そして、デモ・テープがアトランティックの役員フィル・カーソンに認められたことでデビューが決定し、1982年4月には、当時ジミー・ペイジが所有していたソル・スタジオで本作がレコーディングされた。

## 反響・評価
母国オランダでは1982年9月11日付のアルバム・チャートで初登場19位となり、合計6週にわたりトップ50入りした。1983年にはアメリカでもヒットし、本作はBillboard 200で65位に達して、「バーニング・ハート」は総合シングル・チャートのBillboard Hot 100で39位、『ビルボード』のメインストリーム・ロック・チャートで5位を記録した。なお、バート・ヒーリンクによれば、当初オランダのラジオ局は「バーニング・ハート」をかけたがらなかったが、アメリカでのヒットを受けてオランダでも盛んにエア・プレイされ始めたとのことで、その結果、1983年3月12日にはオランダのシングル・チャートで「バーニング・ハート」が初登場26位となり、その後21位まで上昇した。
Rob Theakstonはオールミュージックにおいて5点満点中4点を付け「必然性のないギターのアクロバットや、お決まりのパワー・バラードもあるとはいえ、バンドの主な焦点であるソリッドなハードロックが過剰に損なわれているわけではなく、1980年代のメタル界では特に過小評価されたデビュー・アルバムの一つ」と評している。

## 収録曲
全曲とも作詞・作曲はエイドリアン・ヴァンデンバーグによる。
1. ラヴ・イズ・イン・ヴェイン - "Your Love Is in Vain" - 4:15
2. バック・オン・マイ・フィート - "Back on My Feet" - 3:55
3. ウェイト - "Wait" - 5:11
4. バーニング・ハート - "Burning Heart" - 4:11
5. レディ・フォー・ユー - "Ready for You" - 3:57
6. トゥー・レイト - "Too Late" - 4:12
7. ナッシング・トゥ・ルーズ - "Nothing to Lose" - 3:23
8. ロスト・イン・ア・シティ - "Lost in a City" - 3:58
9. アウト・イン・・ザ・ストリート - "Out in the Streets" - 4:07

## 参加ミュージシャン
- バート・ヒーリンク - ボーカル
- エイドリアン・ヴァンデンバーグ – ギター、キーボード、ハーモニー・ボーカル
- ディック・ケンパー – ベース、ベース・ペダル、ハーモニー・ボーカル
- ジョス・ズーマー - ドラムス、ハーモニー・ボーカル